# Ramana
Ramana (tidigare ryska: Рамана: Ramana, även Раманы́: Ramany) är en del av en befolkad plats i Azerbajdzjan.   Den ligger i distriktet Baku, i den östra delen av landet, 10 km nordost om huvudstaden Baku. Ramana ligger 19 meter över havet och antalet invånare är 8 855. Den ligger vid Bülbülä-sjön.
Terrängen runt Ramana är platt. Runt Ramana är det tätbefolkat, med 982 invånare per kvadratkilometer.. Närmaste större samhälle är Baku, 10,4 km sydväst om Ramana. 
Trakten runt Ramana består i huvudsak av gräsmarker.